# Caspar Johannes Walter
Caspar Johannes Walter (* 25. Mai 1964 in Frankfurt am Main) ist ein deutscher Komponist, Cellist und Verleger. Er zählt zu den prägenden Vertretern der zeitgenössischen Musik.

## Leben und Ausbildung
Walter erhielt ab 1980 Kompositionsunterricht bei Volker David Kirchner in Wiesbaden. Von 1985 bis 1990 studierte er Komposition bei Johannes Fritsch und Klarenz Barlow an der Hochschule für Musik und Tanz Köln. Im Jahr 1985 war er Mitbegründer des Kölner Thürmchen Verlags, 1991 folgte die Mitbegründung des Thürmchen Ensembles.

## Wirken
2002/03 war Walter Composer-in-Residence und Kompositionslehrer an der University of Birmingham im Vereinigten Königreich. Von 2006 bis 2013 war er Professor für Komposition an der Musikhochschule Stuttgart, wo er am Aufbau des Studios Neue Musik mitwirkte. Seit 2013 ist er Professor für Komposition an der Musikakademie Basel. Im Jahr 2014 wurde er Mitglied der Akademie der Künste Berlin.

## Musik und Stil
Walters kompositorisches Schaffen ist durch die Auseinandersetzung mit historischen Stimmungssystemen, Multiphonics und ungewöhnlichen Instrumentenkombinationen geprägt. Ein zentrales Thema seiner Arbeit ist das Interesse an instabilen musikalischen Zuständen und experimentellen Klangphänomenen.

## Auszeichnungen
- 1992: Irino-Preis für Orchester (Japan)
- 2000: 1. Preis beim Wettbewerb Wien Modern
- Kunstpreis Berlin (Förderpreis Musik)

## Werke (Auswahl)
- Der Innenminister (1986)
- Krefelder Totentanz (1990)
- 4 Stücke gegen den Stillstand (1992/93/95)
- Klavierquartett (1994)
- Das Ende einer Geschichte (1995/96)
- Gesang der Töne (aus der Ferne) (2001)
- Schwebung (2007)
- Werkgruppe split tones (ab 2013)